# Stanford-Torus
Der Stanford-Torus ist eine hypothetische Weltraumkolonie, die in Form einer Raumstation für 10.000 bis 140.000 Bewohner geplant wurde. Durch die besondere Konstruktion soll in der ringförmigen Struktur mittels künstlicher Schwerkraft und Sonnenlicht ein erdähnlicher Lebensraum erzeugt werden. Konstrukte mit ähnlichem Zweck sind die Bernal-Sphäre und der O’Neill-Zylinder.

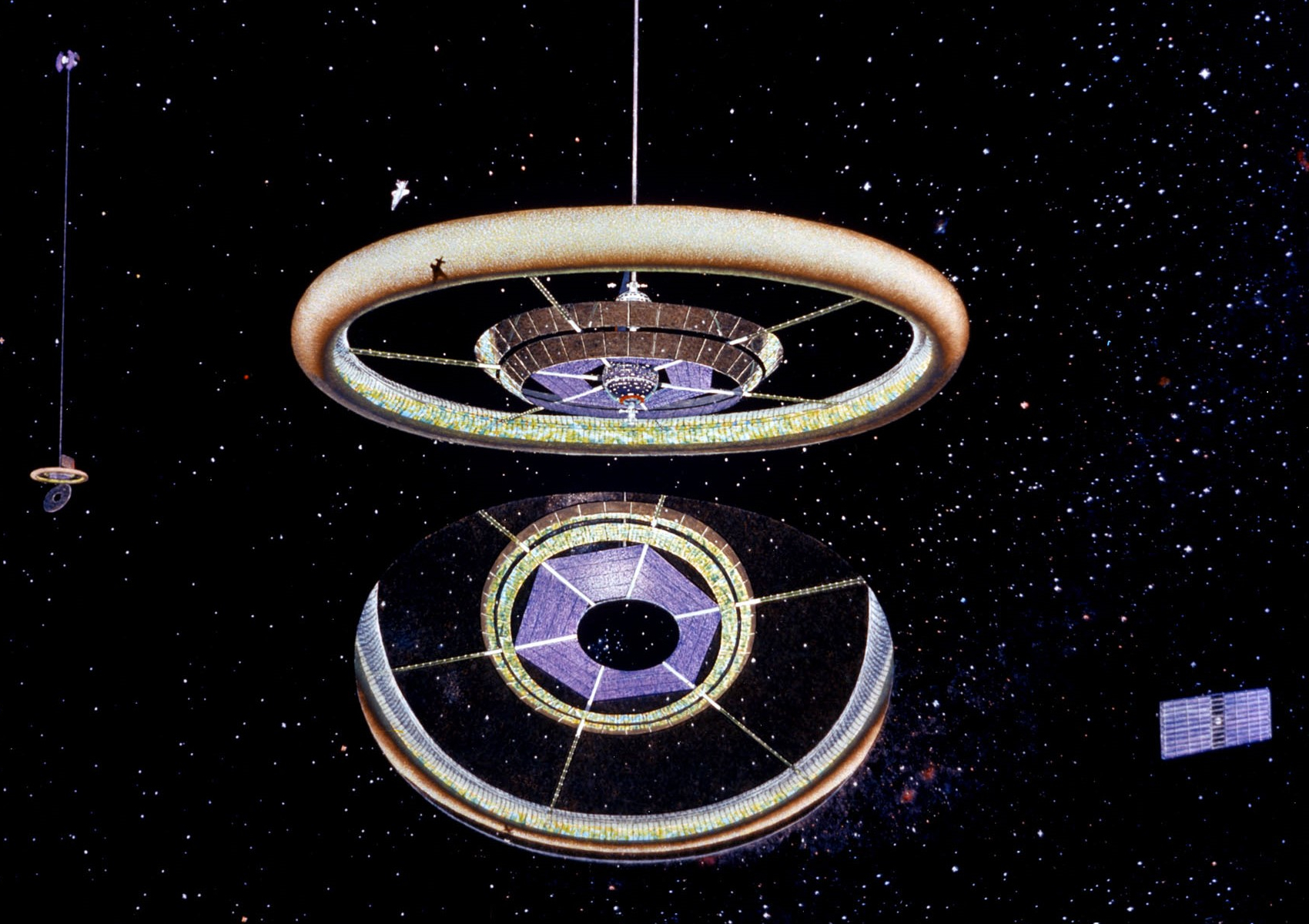
Außenansicht eines Stanford-Torus, darunter der nicht drehende Solarhauptspiegel, der Sonnenlicht auf den bevölkerten Außenring wirft, Gemälde von Donald E. Davis

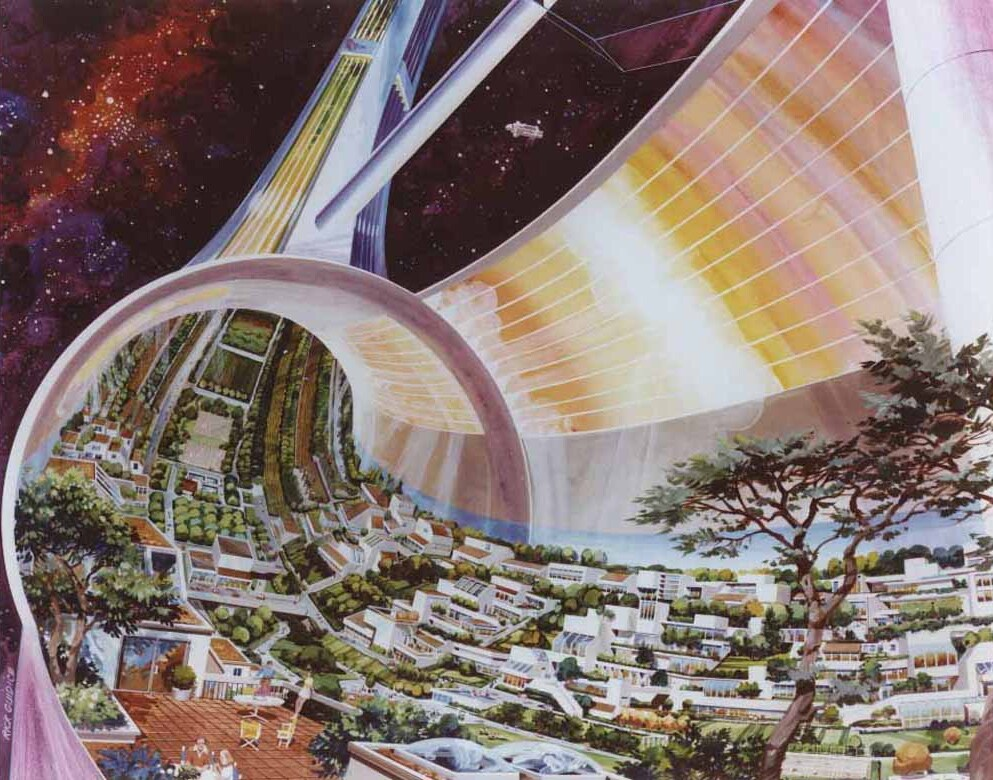
Ansicht des Habitats im Wohnring

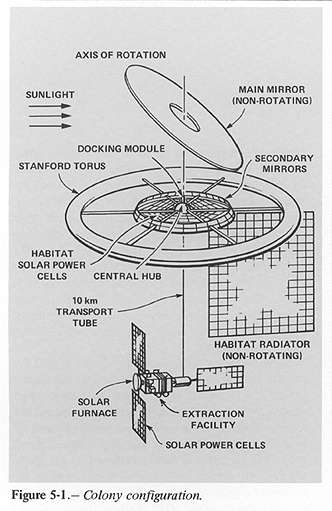
Aufbau des Stanford-Torus

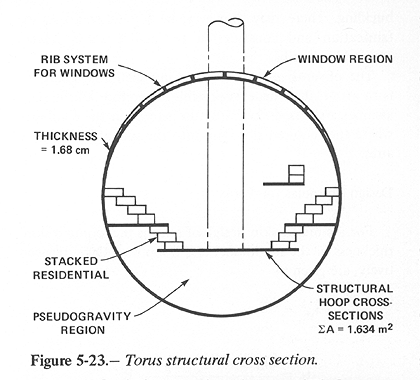
Querschnitt durch den Wohnring

## Geschichte
Der Stanford-Torus wurde 1975 während eines vom Ames Research Center der NASA gesponserten Sommerstudienprogramms vorgeschlagen, das an der Stanford University durchgeführt wurde, um zukünftige Methoden zur Besiedelung des Weltraums zu entwickeln. Der Name Stanford-Torus beschreibt nur diesen speziellen Entwurf, da das Konzept einer rotierenden Raumstation in Ringform bereits lange vorher von Herman Potočnik und Wernher von Braun vorgeschlagen wurde. Im Gegensatz zu deren relativ konventionellen Entwürfen, die wie heutige Raumstationen der Forschung dienen würden, sollte der Stanford-Torus eine künstliche Erdumgebung beherbergen, um die kulturell und landwirtschaftlich nutzbare Fläche auf der Erde zu erweitern oder – im Falle eines durch Überbevölkerung, Kriege, Natur- oder Umweltkatastrophen beeinträchtigten Planeten – zu ersetzen. Zusätzlich sollte die Konstruktion über einen fortschrittlichen Industriebereich verfügen. Erklärtes Ziel war eine Kolonie, die zur Selbstversorgung fähig ist.

## Beschreibung
Der Ursprungsentwurf für 10.000 Personen besteht aus einem Torus mit einem Durchmesser von 1,8 km, der sich einmal pro Minute um die eigene Achse dreht, um an den vom Zentrum am weitesten entfernten Stellen im Inneren des Rings mittels Zentrifugalkraft eine erdähnliche künstliche Schwerkraft zwischen 0,9 und 1,0 g zu erzeugen.
Über ein System von Spiegeln wird Sonnenlicht auf den Ring reflektiert. Der Ring ist über Speichen, die auch Transportmittel für Personen und Material beherbergen, mit einem auf der Rotationsachse gelegenen Zentrum verbunden. In ihm besteht keine oder nur geringe künstliche Schwerkraft, das Zentrum ist deshalb für das Andocken von Raumschiffen besser geeignet als der Außenring. Industrieanlagen, die Schwerelosigkeit benötigen, können in einem sich nicht mitdrehenden Modul untergebracht werden, das am Zentrum befestigt ist.
Der Innenraum des Rings ist hauptsächlich als Lebensraum für die Bevölkerung vorgesehen. Er ist groß genug, um eine „natürliche“ Umgebung nachzubilden, und ähnelt dann einem schmalen, langen Tal, dessen Enden nach oben gebogen sind und sich schließlich auf der gegenüberliegenden Seite treffen, um einen vollständigen Kreis zu formen. Die Siedlungsdichte entspricht einer dichten, detailliert geplanten Vorstadt. Andere Teile des Rings werden für die Landwirtschaft und Gewächshäuser (siehe Hydrokultur) benötigt.
Die geplante Positionierung in der Umlaufbahn des Mondes um die Erde am Lagrange-Punkt L5 würde dafür sorgen, dass die Konstruktion auch ohne eine regelmäßige, Treibstoff verbrauchende Lagekorrektur stabil in Erdnähe verbleibt.
Technischen Daten (beispielhaft):
- Position: Lagrange-Punkt L5 von Erde und Mond
- Gesamtmasse: 10 Millionen Tonnen (inklusive Strahlungsschutz (95 %), Habitat und Atmosphäre)
- Durchmesser: 1790 m
- Wohnröhrendurchmesser: 130 m
- Speichen: 6 Speichen à 15 m Durchmesser
- Umdrehungsgeschwindigkeit: 1/min
- Strahlungsschutz: 1,7 m dicke Abschirmung aus Mondgestein

## Umsetzung

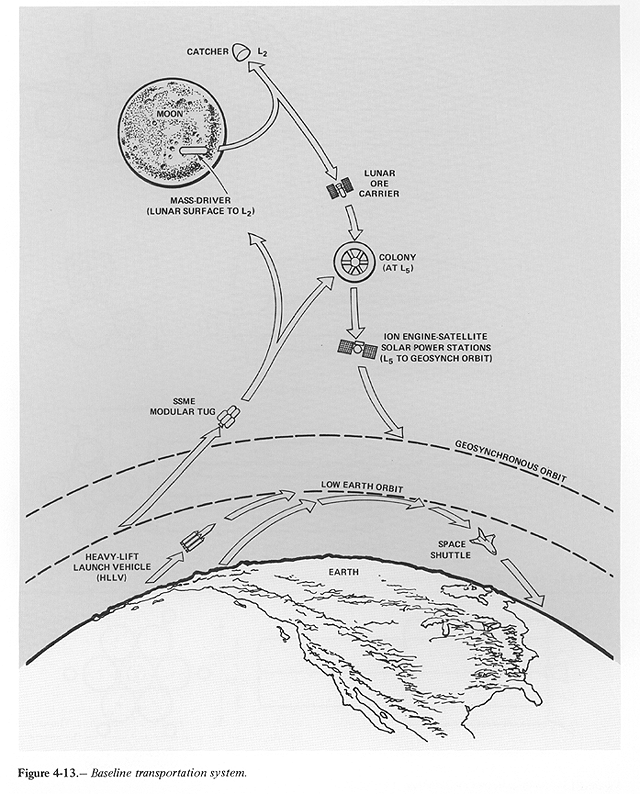
Transportwege für den Materialtransport

Insgesamt beleuchtet die Studie viele Details vom Bau bis zum Betrieb. Die Realisierung eines Torus nach den damaligen Plänen würde beinahe zehn Millionen Tonnen an Material benötigen. Es war vorgesehen, dass die Rohstoffe für das Bauprojekt auf dem Mond gewonnen und mit einem Massenbeschleuniger zu geringeren Kosten in den Weltraum geschossen werden, als dies von der Erde aus möglich wäre. Eine Fangeinrichtung würde die Rohstoffe abbremsen. Von dort aus würde die Last anschließend Richtung Baustelle weiterbefördert werden, um sie in einer mit einem Solarschmelzofen ausgerüsteten Weltraumfabrik zu Baustoffen weiter zu verarbeiten. Nur Material, das nicht auf dem Mond verfügbar ist, müsste von der Erde aus mit einer Rakete gestartet werden. Asteroidenbergbau wurde als alternative Quelle für Rohstoffe vorgeschlagen.
Die Umsetzbarkeit eines solchen Projekts ist bis heute noch Science-Fiction.

## In Literatur und Medien
- John Varleys Gäa-Trilogie handelt von einem Stanford-Torus im Orbit um den Saturn.
- Die Raumstation in Elysium ist ein Stanford-Torus. Die Innenwand des Torus – also die Decke des Habitats – fehlt allerdings.
- Die Citadel, eine Raumstation im Videospiel Mass Effect, besteht neben anderen Habitatmodulen aus einem Stanford-Torus, der offenbar von Donald E. Davis’ Gemälden inspiriert wurde.
- In der Science-Fiction-Literatur wurden schon viele radförmige Weltraumwelten bzw. -Kolonien beschrieben, so Larry Nivens Ringwelt im gleichnamigen Roman oder die „Halos“ genannten Ringwelten der Halo-Videospielreihe.